# Árnessýsla

Árnessýsla

Die Árnessýsla ist ein Bezirk im Südwesten Islands.
Der Fluss Þjórsá ist die östliche Grenze des Bezirks. Nach der Insel Árnes in dem Fluss, auf der früher Tingtreffen stattfanden, trägt die Árnessýsla ihren Namen.
Die Árnessýsla hat eine Fläche von 8991 km². Zu dieser Sýsla gehören sieben Gemeinden. Die größeren Städte sind Selfoss, Hveragerði und der Fährhafen Þorlákshöfn. In diesem Bezirk liegen mit Gullfoss, Geysir und Þingvellir einige bekannte touristische Attraktionen Islands.
Die Árnessýsla gehört zum Wahlkreis Suðurkjördæmi.